# میمسا اسکابرلا
میمسا اسکابرلا (نام علمی: Mimosa scabrella) نام یک گونه از تیره باقلاییان است.